# Yoann Poulard
Pour les articles homonymes, voir Poulard.
Yoann Poulard était un joueur de football français né le 1er juillet 1976 à Saint-Nazaire (Loire-Atlantique).

## Biographie
Il fait partie de l'effectif du FC Nantes Atlantique, relégué en L2, à partir du mois d'août 2007. Avant cela, il effectue une saison correcte à Brest, où il ne reste qu'un an. Le club ayant le plus marqué sa carrière étant sans conteste Le Mans UC, dont il est l'un des défenseurs pendant huit saisons, principalement en Ligue 2. Joueur de grande taille (1,91 m), on le qualifie souvent de "faux lent". 
Il arrive à Nantes à l'issue d'un transfert à rebondissements. Souhaité par Michel Der Zakarian, l'entraîneur du FCNA, et Xavier Gravelaine (alors conseiller sportif au début des négociations), il se trouve bloqué à Brest car Nantes refuse de verser une indemnité de transfert. Alors que tout porte à croire que l'affaire a capoté, les Canaris changent de direction (le nouveau propriétaire est l'homme d'affaires franco-polonais Waldemar Kita), Der Zakarian, un temps menacé, est finalement maintenu et la piste Poulard réactivée, après l'essai non concluant de Karim Saïdi, un international tunisien de Feyenoord. 
Considéré en début de saison comme indésirable, il parvient tout de même à trouver sa place après la venue d'Élie Baup et se voit souvent titularisé en réalisant de bonnes prestations. Malgré de bonnes apparitions, il n'est pas conservé à l'issue de la saison par le club nantais.
En fin de contrat au FC Nantes, le défenseur central de trente-deux ans, Yohann Poulard, s'engage alors pour deux ans en faveur de l'AC Ajaccio.
En juin 2013 il décide d’arrêter sa carrière et rejoint le staff technique de l'AC Ajaccio.

## Carrière
- 1994-1998 :  SCO Angers - (Ligue 2 & National)
- → 1996-1997 :  FC Bâle - (Nationalliga)
- 1998-2006 :  Le Mans UC - (Ligue 2 & Ligue 1)
- 2006-2007 :  Stade brestois - (Ligue 2)
- 2007-2008 :  FC Nantes - (Ligue 2 & Ligue 1)
- 2009-2013 :  AC Ajaccio - (Ligue 2 & Ligue 1)[1]

## Statistiques
À l'issue de la saison 2012-2013
- 94 matchs et 3 buts en Ligue 1
- 338 matchs et 8 buts en Ligue 2
- 48 matchs et 0 but en National
- 19 matchs et 0 but en Nationalliga